# Parc de Recerca UAB

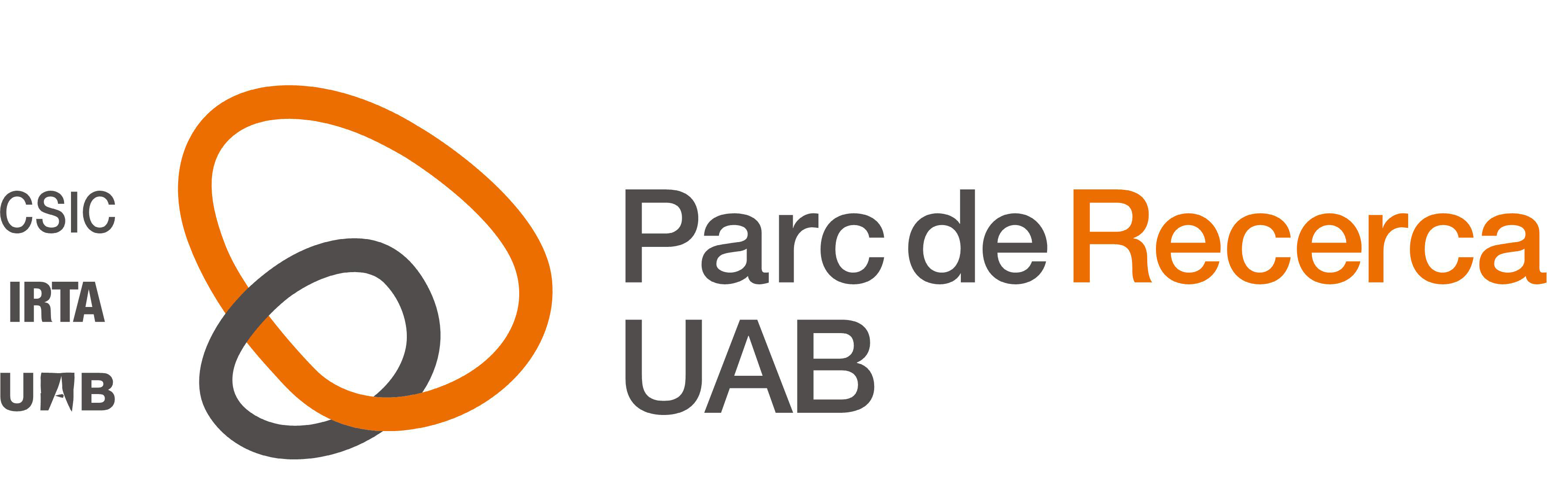
Logotip

El Parc de Recerca UAB és una fundació privada sense ànim de lucre, constituïda a finals de l'any 2007 com una eina bàsica de tres entitats punteres en recerca, la Universitat Autònoma de Barcelona (UAB), el Consell Superior d'Investigacions Científiques (CSIC) i l'Institut de Recerca i Tecnologia Agroalimentàries (IRTA), per a l'impuls i la millora de la transferència de coneixements i de tecnologia entre la Universitat i l'empresa. La seva constitució oficial ha permès dotar d'estructura a una realitat ja existent, atès que els seus orígens es remunten als anys 80, quan es van començar a ubicar al campus de Bellaterra de la UAB els primers centres de recerca, tant de la Universitat com d'altres entitats col·laboradores.
A més dels departaments i dels grups de recerca de la UAB, el Parc inclou nombrosos centres i instituts d'investigació ubicats al campus de Bellaterra i a la Granja Torre Marimon (Caldes de Montbui). Tots ells duen a terme la seva activitat al voltant de sis eixos temàtics principals: Biotecnologia i Biomedicina, Sanitat Animal i Ciència dels Aliments, Tecnologies de la Informació i de la Comunicació, Ciència de Materials i Energia, Medi Ambient i Canvi Climàtic i Ciències Socials i Humanitats.
L'oferta de transferència tecnològica i de serveis cientificotècnics del Parc de Recerca UAB està adreçada tant als investigadors dels centres i instituts propis de la UAB, del CSIC i de l'IRTA, així com els Grups de Recerca de la mateixa Universitat. Se'n poden beneficiar també les empreses ubicades a l'espai del Parc i les sorgides arran de l'activitat de recerca de la Universitat, com ara empreses derivades (spin-offs) o empreses emergents.

## Espais
Edifici EurekaL'edifici Eureka és un espai ideat per a la transferència de coneixement i tecnologia. Acull la seu central del Parc de Recerca UAB (PRUAB), la incubadora d'empreses UAB-Santander -on les empreses spin-off disposen de les condicions adients per a la seva consolidació i creixement- i diversos centres d'R+D+I d'empreses consolidades.
Mòdul de Recerca AEl Mòdul de Recerca A és un espai destinat a grups i centres de recerca de l'àrea de les ciències socials i les humanitats.
Mòdul de Recerca BEl Mòdul de Recerca B és un espai que acull l'Institut de Biotecnologia i Biomedicina (IBB). A més a més, disposa de 527 m² d'espais en incubació per a empreses del sector de la biotecnologia i la biomedicina. Inclou laboratoris i equipaments d'altes prestacions adequats a les necessitats d'empreses d'aquests sectors.

## Serveis
El Parc de recerca UAB posa a disposició un ampli ventall de serveis dirigits als investigadors, als emprenedors i a les empreses.
Amb l'objectiu de dinamitzar la relació amb les empreses, el PRUAB ofereix el seu suport per a l'impuls de la col·laboració entre recerca i empresa. Els projectes col·laboratius entre investigadors i empreses són una via potent per fomentar la transferència de coneixements, i moltes vegades un complement imprescindible a altres vies de comercialització. Aquests projectes poden servir per respondre la demanda puntual d'una empresa o per realitzar una prova de concepte sobre la possible aplicació d'una tecnologia en un producte específic.
Entre els serveis que ofereix el PRUAB per ajudar a crear i consolidar empreses, s'inclouen, l'avaluació de la idea de negoci, el suport en l'elaboració del pla de negoci, l'assessoria legal, fiscal, comercial i de promoció, assessoria en màrqueting i la comunicació, ajuda en la recerca de socis externs, ajuda en el desenvolupament de l'activitat comercial (creació del pla comercial, creixement de l'empresa i internacionalització), tramitació d'ajuts d'R+D+I, a més dels avantatges que ofereix l'entorn de la Universitat a nivell d'accés a contactes i serveis cientificotècnics.
El PRUAB disposa, a més, d'espais d'incubació per a empreses de nova creació, adaptats a les necessitats dels emprenedors en les diferents etapes de creixement. Aquests vivers d'empreses compten amb condiciones avantatjoses per facilitar l'etapa inicial de posada en marxa i creixement de l'empresa.

## Centres i instituts de recerca
A més dels departaments i dels grups de recerca de la UAB, el Parc inclou nombrosos centres i instituts de recerca. La tipologia d'aquests centres és molt diversa. Hi ha centres propis de la UAB, centres adscrits a la Universitat i centres mixtes. La majoria de centres mixtes són de titularitat compartida per la UAB amb el CSIC i l'IRTA, dues institucions que han contribuït significativament a la consolidació del Parc al llarg dels anys.
El mapa de centres i instituts ubicats al campus de Bellaterra de la UAB es complementa amb la presència d'activitat de recerca empresarial, com la que es duu a terme a MATGAS, agrupació d'interès econòmic entre l'empresa Carburos Metálicos, S.A., el CSIC i la UAB; o per les noves empreses de base tecnològica que s'ubiquen als vivers d'empreses del Parc.

## Spin-offs
El Parc de Recerca UAB inclou la creació d'empreses com una de les vies principals per transferir coneixement a la societat i aportar noves sortides als mercats professionals. Per promoure l'aparició i el creixement d'aquestes empreses, el PRUAB ofereix diferents serveis d'assessoria, tant legal com a fiscal, activitats de promoció i comercialització, donant resposta a les consultes que puguin tenir els emprenedors.
Gràcies a aquesta tasca, el PRUAB ha creat 57 spin-off, especialitzades fonamentalment en els àmbits de la biotecnologia i les tecnologies de la comunicació i la informació.